# Avis (fabriek)
Avis is de naam van een blauwsel- en verffabriek te Westzaan die onder verschillende benamingen heeft bestaan van 1702 tot 1966.

## Geschiedenis
Oorspronkelijk opgericht als een sociëteit met zeven eigenaren, werd de firma in 1801 bekend als: Firma der Sociëteit van de Blauwselfabriek en Negotie te Westzaan. Men startte waarschijnlijk met een rosmolen, waarvan de paarden alras blauw kleurden. Dit leidde tot de naamgeving De Blauwe Hengst voor de blauwselmolen die enige jaren later op het fabrieksterrein werd opgericht. In 1728 kwam er een tweede blauwselmolen, De Meijer genaamd. De firma der Sociëteit ging in 1824 failliet.
Het bedrijf werd opgekocht door Cornelis Avis sr., een stijfselfabrikant uit Oostzaan. In 1827 kocht hij nog de blauwselmolen Het Gecroonde Blauwselvat te Zaandijk. Deze werd afgebroken en verplaatst naar De Cocksdorp op Texel. Sinds 1833 vervaardigde men ook lakmoes in De Blauwe Hengst. Daartoe werd een stoommachine met bijbehorende schoorsteen geplaatst. Dit was de eerste stoommachine in De Zaanstreek. Voor de lakmoesfabricage waren korstmossen, kalk, potas en urine vereist, zodat de molen de bijnaam De Pismolen verwierf. Een derde product van Avis was kaaskleursel.
In 1836 ging de firma over op Jacobs zoons Cornelis en Jacob jr. In 1842 werd de blauwselmolen De Blauwe Reiger te Zaandijk opgekocht. Deze werd verplaatst naar Elten om aldaar eveneens als blauwselmolen te worden ingezet. In 1847 werd de papiermolen molen Het Welvaren te Assendelft gekocht en overgebracht naar Westzaan. De oude Blauwe Hengst werd gesloopt. Het Welvaren ging als blauwselmolen dienstdoen tot 1907 waarna ze verplaatst werd naar Ouderkerk aan de Amstel waar ze als korenmolen ging fungeren.
Tot 1905 was Avis in het bezit van de familie. Daarna werd er een Naamloze Vennootschap van gemaakt onder de naam: N.V. Sociëteit der Blauwselfabriek v/h C & W.N. Avis. In 1916 werd de historische fabriek gesloopt en vervangen door een stenen gebouw. De naam werd in 1917 vervangen door N.V. Verffabrieken Avis en ook het productieproces moderniseerde zich. Er ontstond een chemiebedrijf dat synthetisch ultramarijn produceerde. Het bedrijf rendeerde echter niet. In 1919 werd voor het laatst dividend uitgekeerd. Men zocht het in productdiversificatie en ging ook loodwit, gebleekte schellak, schoensmeer, kunsthars- en bakelietpoeder vervaardigen.
In 1966 werd de fabriek gesloten waarbij 28 mensen hun baan verloren. De gebouwen bleven nog geruime tijd staan en dienden nog een zakkenhandel en een autosloperij. Omstreeks 2002 werden ze gesloopt om plaats te maken voor woningbouw.